# Dolichoderus formosus
Dolichoderus formosus é uma espécie de formiga do gênero Dolichoderus.